# Mayurbhanj (stato)
Lo Stato di Mayurbhanj fu uno stato principesco del subcontinente indiano, avente per capitale la città di Baripada.

## Storia

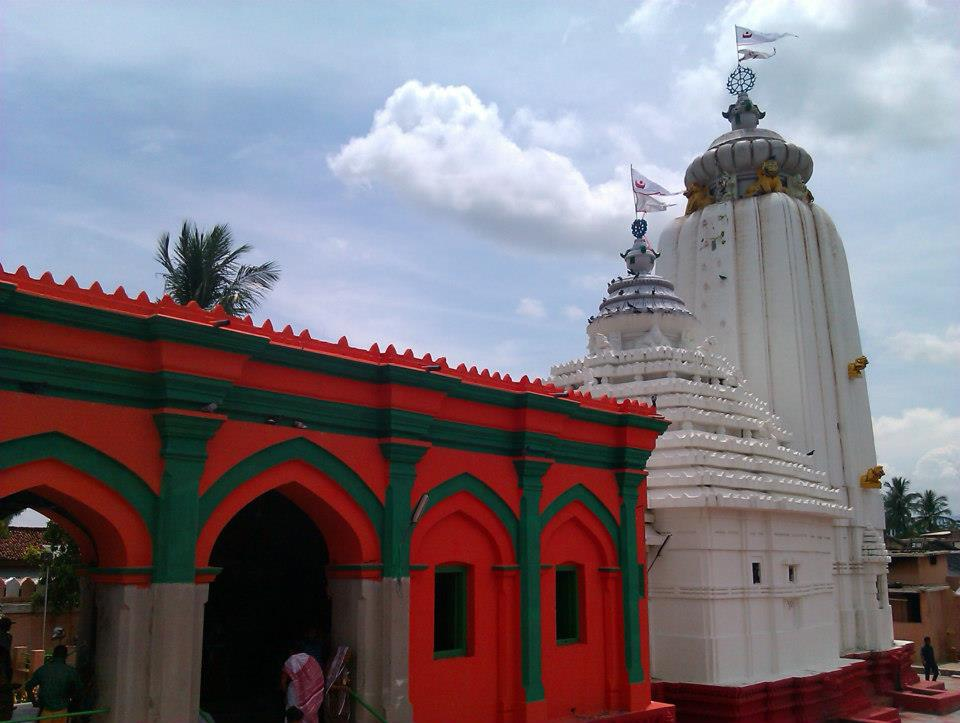
Il tempio di Shri Hari Baladev Jiu a Baripada, costruito sotto patronato reale.

Secondo la tradizione i re di Khijjinga Mandala che governavano l'area prima della formazione dello stato di Mayurbhanj avevano governato ininterrottamente quelle terre dall'anno 598. Lo stato aveva preso nome dalla propria capitale, Khijjinga Kotta, attuale Khiching. Secondo antiche iscrizioni si può desumere che lo stato di Khijjinga Mandala si estendeva su un'area molto vastache comprendeva i distretti di Mayurbhanj e Kendujhar oltre a parti del distretto di Singhbhum nel Bihar e di Midnapore nel Bengala occidentale. Durante il periodo moghul, il territorio dei regnanti di Bhanja venne esteso sino alla baia del Bengala. Nella medesima epoca, la capitale venne spostata da Khijjinga Kotta a Haripur. Le rovine dei templi e dei palazzi costruiti all'epoca si possono ancora ammirare oggi a 16 km a sudest di Baripada. Tra le rovine si trova anche il tempio di Rasikaraya e la sala del Durbar dei re Bhanj che sono tra i reperti più significativi.
I governanti appartenevano alla dinastia Bhanj dei Rajput, che la tradizione voleva discendenti del mitico fondatore Sila Bhanja Angaddi.
I Bhanj promossero largamente le arti, l'architettura e la cultura indiana. Il tempio di Hari Baladev Jiu, il tempio di Khichhing e altre architetture nel distretto lo testimoniano ancora oggi. La famiglia reale fu inoltre responsabile dello sviluppo e della promozione della danza Chhau che integrava elementi marziali, tribali e classici.
Lo stato di Mayurbhanj rimase sotto il governo dei Maratha durante il XVIII secolo per poi divenire un protettorato britannico nel 1829, anni dopo la terza guerra anglo-maratha.
Durante il British Raj, i sovrani di Mayurbhanj fecero progredire largamente l'area. I re Bhanj fondarono la prima scuola medica dello stato a Cuttack, donando fondi e terre per altre istituzioni superiori come il Ravenshaw College ed accogliendo la Evangelical Missionary Society of Mayurbhanj (EMSM), fondato nel 1895 per volontà del maharaja Sriram Chandra Bhanj Deo. Il palazzo di Mayurbhanj venne costruito dalla maharani Sumitra Devi Bhanj Deo nel 1804.
La Mayurbhanj State Railway venne iniziata sotto il regno di Mayurbhanj Maharaja Shri Sriram Chandra Bhanj Deo. La prima sezione della tratta ferroviaria, di 52 km, da Rupsa a Baripada venne aperta al traffico il 20 gennaio 1905.
L'ultimo regnante locale siglò l'ingresso nell'Unione Indiana il 1 gennaio 1949. 
Dopo l'indipendenza indiana, lo stato di Mayurbhanj venne unito alla provincia di Orissa e divenne poi parte dello stato di Odisha.

## Governanti
I regnanti di Mayurbhanj ebbero il titolo di Raja dalla metà del XIX secolo e poi ottennero quello di Maharaja dal 1910 sino alla fine dello stato.

### Primi regnanti
- 1688 – 1711 Savesvara Bhanj Deo
- 1711 – 1728 Viravikramaditya Bhanj Deo
- 1728 – 1750 Raghunath Bhanj Deo
- 1750 – 1761 Chakradhar Bhanj Deo (figlio secondogenito del raja di Keonjhar)
- 1761 – 1796 Damodar Bhanj Deo (sposato in prime nozze con la rani Sumitra Devi, in seconde con la rani Jamuna Devi, figlia del raja Abhiram Singh of Seraikella.)
- 1796 – 1810 Rani Sumitra Devi (f) - reggente
- 1810 - 1813 Rani Jamuna Devi  (f) - reggente
- 1813 – 1822 Tribikram Bhanj Deo (figlio del raja Pratap Balbhadra Bhanj of Keonjhar, succedette per adozione. Morì nel 1822)
- 1822 – 1863 Jadunath Bhanj Deo (m. 1863)

#### Raja
- 1822 – 1863 Jadunath Bhanj Deo (ottenne il titolo di maharaja ad uso personale)
- 1863 – 1868 Shrinath Bhanj Deo (m. 1868)
- 1868 – 29 maggio 1882 Krishnachandra Bhanj Deo (n. 1848 – m. 1882) (dal 1877, col titolo personale di maharaja)
- 29 maggio 1882 – 1910 Sriram Chandra Bhanj Deo (n. 1871 – m. 1912) sposò la maharani Sucharu Devi
  - 29 maggio 1882 – 15 agosto 1892  .... -reggente

#### Maharaja
- 1910 – 22 febbraio 1912 Ramchandra Bhanj Deo (s.a.)
- 22 febbraio 1912 – 21 aprile 1928 Purnachandra Bhanj Deo (n. 1899 – m. 1928) 
  - 22 febbraio 1912 – 21 aprile 1928  .... -Regent
- 21 aprile 1928 – 15 aprile 1947 Pratapchandra Bhanj Deo (n. 1901 – m. 1968) (dal 1º gennaio 1935, Sir Pratapchandra Bhanj Deo)